# Bis in alle Ewigkeit
Bis in alle Ewigkeit (Originaltitel: Tuck Everlasting) ist ein US-amerikanisches Filmdrama aus dem Jahr 2002 unter der Regie von Jay Russell. Die Hauptrollen sind mit Alexis Bledel, Jonathan Jackson, William Hurt und Sissy Spacek besetzt.
Bei dem von Disney produzierten Film handelt es sich um eine Literaturverfilmung, die auf dem Roman Die Unsterblichen (Originaltitel: Tuck Everlasting) von Natalie Babbitt basiert. Das Buch wurde bereits 1981 unter dem Titel Die unsterblichen Tucks verfilmt.

## Handlung
Die junge Winnifred „Winnie“ Foster hält es bei ihren Eltern schon lange nicht mehr aus und flieht in den häuslichen Wald, als sie erfährt, dass sie auf ein Internat geschickt werden soll. Als sie dort umherirrt, sieht sie zufällig Jesse Tuck, der am Fuße eines Baumes aus einer kleinen Quelle trinkt. Jesse ist alles andere als begeistert, dass Winnie ihn gesehen hat und versucht sie zu vertreiben. Noch bevor ihm das gelungen ist, taucht Jesses Bruder Miles auf seinem Pferd auf, schnappt sich das junge Mädchen und reitet mit Winnie zum Haus seiner Familie.
Winnies Eltern, die nicht wissen, dass ihre Tochter aus eigenem Willen geflohen ist, glauben an eine Entführung. Sie setzen alles daran, das Mädchen zu finden. Da es weder einen Hinweis auf eine Entführung, noch sonst eine brauchbare Spur gibt, bezichtigt Mrs. Foster einen in gelb gekleideten Mann, den sie am Abend zuvor mit Winnie im Gespräch am Tor ihres Anwesens gesehen hat, etwas mit dem Verschwinden ihrer Tochter zu tun zu haben. Um wen es sich bei diesem seltsamen Mann handelt, weiß jedoch niemand.
Die Tucks haben sich nach langem Überlegen dazu entschlossen, Winnie erst einmal nicht nach Hause gehen zu lassen, da sie Angst haben, sie könne jemandem von ihnen erzählen. Die Familie umgibt ein Geheimnis, von dem niemand etwas wissen soll. Mae Tuck findet die junge Frau sehr sympathisch, was sie ihr auch deutlich zeigt. Auch Jesse, Maes jüngerer Sohn, zeigt sich begeistert von Winnie, und beide verbringen viel Zeit miteinander. Nur Miles, der ältere der beiden Brüder, ist sehr zurückhaltend, ihm missfällt das Interesse seines Bruders.
Als die Fosters sich auf der Polizeiwache aufhalten, treffen sie dort auf den geheimnisvollen Mann im gelben Anzug und konfrontieren ihn mit ihrer Vermutung. Er weist ihre Vorwürfe hinsichtlich einer Entführung ihrer Tochter jedoch strikt zurück, erklärt sodann jedoch überraschend, dass er eine Vermutung habe, wo Winnie sich befinde, und bietet seine Hilfe an. 
Jesse und Winnie haben sich inzwischen ernsthaft ineinander verliebt, was dazu führt, dass Jesse die junge Frau in das Geheimnis einweiht, das die Familie umgibt. Er erzählt ihr von der Quelle am Fuß des Baumes und was es damit auf sich habe. Durch die Kraft dieses Wassers sei die gesamte Familie nicht nur unverwundbar, sondern auch unsterblich geworden. Als er noch am Erzählen ist, taucht ganz plötzlich Miles auf, der erst nicht damit einverstanden ist, dass Jesse Winnie das Geheimnis der Familie anvertraut hat. Dann jedoch setzt er sich dazu, und Winnie erfährt weitere Einzelheiten vom Schicksal der Tucks.
Bei den Fosters ist inzwischen der Mann in Gelb aufgetaucht, um auszuhandeln, was er dafür bekomme, wenn er ihnen Winnie zurückbringe, denn er wisse jetzt, wo sie sei. Dafür verlangt er den gesamten Wald sowie das Haus der Fosters. Nach anfänglichem Zögern akzeptiert Robert Foster seine Bedingungen. Das Leben seiner Tochter hat für ihn die höchste Priorität.
Miles, Jesse und Winnie begeben sich zurück zu Mae und Angus Tuck, die schon ihre Sachen gepackt haben. Sie müssen weiterziehen. Gerade als die jungen Leute dort ankommen, taucht auch der Mann in Gelb auf und bedroht Winnie mit einer Waffe. Die Tucks wissen nicht, wie sie eingreifen sollen, da sie Winnie auf keinen Fall in Gefahr bringen wollen. Der Fremde verspricht, die junge Frau gehen zu lassen, wenn die Tucks ihn zur Quelle führen würden. Unbemerkt konnte Mae Tuck sich eine Schaufel schnappen und schlägt sie dem Mann über den Kopf. Der Schlag tötet ihn. Genau in diesem Moment taucht Winnies Vater mit einem Trupp Polizisten auf. Mae und Angus Tuck werden festgenommen, ihren Söhnen gelingt die Flucht.
Vergeblich beteuert Winnie ein ums andere Mal, dass die Tucks sie nicht entführt hätten, man glaubt ihr nicht. Dann naht die Nacht, in der Jesse und Miles bei Winnie auftauchen und sie um Hilfe bitten. Sie wollen ihre Eltern befreien, die am nächsten Tag gehängt werden sollen. Mit Hilfe Winnies, die zu einer List greift, gelingt es den dreien tatsächlich, Mae und Angus zu befreien. Ein Fluchtwagen wartet bereits, der die Familie erst einmal in Sicherheit bringen soll. Winnie kann Jesses Bitte, bei ihm zu bleiben und mit der Familie zu fliehen, nicht erfüllen, da sie die Tucks damit unnötig in Gefahr bringen würde. Denn man würde alles daransetzen, sie zu finden. So verspricht Jesse ihr, dass er zurückkehren werde, wenn sich alles wieder beruhigt habe. Sie solle inzwischen zur Quelle gehen und daraus trinken, um ebenfalls Unsterblichkeit zu erlangen.
Nachdem ihre Großmutter gestorben ist, begibt sich Winnie in den Wald und zur Quelle, wo sie deren Wasser nachdenklich über ihre Hände laufen lässt. Sie hört die Stimme von Jesse, der ihr seine Liebe schwört und davon spricht, was man noch alles zusammen erleben wolle, aber auch die Stimme von Angus Tuck, der ihr erzählt hat, welche Bürde es auch sein könne, unsterblich zu sein. Auch sein Rat, sie solle keine Angst vor dem Tod, sondern vor einem ungelebten Leben haben, geht ihr durch den Kopf.
Mehr als 80 Jahre sind vergangen, als Jesse zurückkehrt, um Winnie endlich zu holen. Als er die Quelle aufsucht, findet er einen Grabstein mit der Inschrift „In liebender Erinnerung, Winnifred Foster Jackson, Geliebte Frau -  Geliebte Mutter, 1899 - 1999“. Winnie hat sich gegen die Unsterblichkeit entschieden und ein erfülltes Leben gelebt. Jesse, der unverändert 17 Jahre alt ist, steht vor ihrem Grab.

## Kritik
„Fantasy-Geschichte, angesiedelt zu Anfang des 20. Jahrhunderts, die Fragen nach Leben und Tod und den ‚Fluch der Unsterblichkeit‘ anschneidet, ohne besonders tief zu loten.“

„Dieses Disney-Remake setzt die Reflexion über Vergänglichkeit und Liebe stimmungsvoll um und punktet mit prominenter Besetzung (u. a. Ben Kingsley, Sissy Spacek und William Hurt). Fazit: Feinfühliges, atmosphärisches Drama.“

## Hintergrund
- Dies ist bereits die zweite Verfilmung des Romanes von Natalie Babbitt. Die erste Verfilmung stammt aus dem Jahre 1981.
- Der Film nahm weltweit 19.344.615 US-Dollar an den Kinokassen ein, war aber in Deutschland nicht im Kino zu sehen. Die deutschsprachige Erstaufführung war am 26. Dezember 2006 auf Sat.1. Eine DVD in deutscher Sprachfassung erschien am 11. Juli 2013.

## Auszeichnung
Alexis Bledel und Sissy Spacek wurden 2003 für den Saturn Award nominiert.

## Soundtrack
- William Ross: Tuck Everlasting. The Original Motion Picture Score. Walt Disney Records, Burbank 2002, Tonträger-Nr. 60063-7 – Originaleinspielung der Filmmusik unter der Leitung des Komponisten